# Elisabetta de Gambarini
Elisabetta de Gambarini (Londra, 7 settembre 1731 – 9 febbraio 1765) è stata una compositrice, organista, soprano, clavicembalista e pittrice inglese del XVIII secolo, nata a Londra da padre italiano, Charles Gambarini, un diplomatico italiano trapiantato in Inghilterra e Giovanna Paula Stradiotti..

## Biografia
La sua vita fu molto breve, in quanto morì nel 1765, ma artisticamente intensa, poiché non si dedicò solo alla composizione. 
Ha cantato come secondo soprano nell'Oratorio occasionale di Händel nel 1746 e ha creato la Donna israelita nell'oratorio Giuda Maccabeo (Händel) alla prima del 1º aprile 1747. Il suo nome compare anche nelle partiture delle esecuzioni del Samson (1741) e del Messiah (1743) di Händel.
Ha lasciato due libri di opere per clavicembalo, pubblicati nel 1748-1750:
- Opus 1: sei serie di lezioni per il clavicembalo in tre movimenti
- Opus 2: lezioni per il clavicembalo mescolate con canzoni italiane e inglese; in un solo movimento.

Altre opere ancora includono un lavoro per clavicembalo designato come "Il minuetto di Miss Gambarini" nella Raccolta Completa di David Rutherford dei 112 Minuetti più celebri con i loro Bassi (Londra, n.d.).

## Registrazioni
- Lessons for the harpsichord di Paule van Parys (Pavane ADW7395)
- Complete works for harpsichord di Anthony Noble